# NGC 1688
NGC 1688 (другие обозначения — ESO 119-6, AM 0447-595, IRAS04476-5953, PGC 16050) — спиральная галактика с перемычкой (SBc) в созвездии Золотой Рыбы. Открыта Джоном Гершелем в 1834 году. Описание Дрейера: «довольно яркий, довольно крупный объект неправильной округлой формы, более яркий в середине». По классификации де Вокулёра галактика имеет тип SB(rs)d. Галактика взаимодействует с NGC 1672 и оказывает влияние на её форму; в NGC 1688 есть рентгеновский источник.
Этот объект входит в число перечисленных в оригинальной редакции «Нового общего каталога».
Галактика NGC 1688 входит в состав группы галактик NGC 1672. Помимо NGC 1688 в группу также входят NGC 1672, NGC 1703, ESO 85-14, ESO 85-30, ESO 118-34, ESO 158-3, ESO 119-16 и NGC 1824.